# سرود ملی جمهوری افغانستان
سرود ملی جمهوری افغانستان (۱۹۷۳–۱۹۷۸ میلادی) که به نام «تا زمانی که زمین و آسمان هست (به پشتو: څو چی دا ځمکه اّسمان وی)» نیز شناخته می‌شود سرود ملی جمهوری افغانستان از سال ۱۹۷۳ تا ۱۹۷۸ بود. پادشاهی افغانستان در کودتای ۲۶ سرطان در سال ۱۹۷۳ میلادی سرنگون شد و جمهوری توسط محمد داوود خان تأسیس شد، به دلیل اینکه سرود ملی پیشین ادای احترامی خالص به محمد ظاهرشاه بود بنابراین دولت جدید سرود ملی جدیدی تدوین کرد. ارتش افغانستان در کودتای ثور سال ۱۹۷۸ میلادی جمهوری افغانستان را سرنگون کرد و این سرود پس از پنج سال بی‌استفاده شد.

## ترانه
سرود ملی پیشین افغانستان که به زبان فارسی بود اما این سرود به دلیل سیاست‌های فاشیستی و قوم پرستانه محمد داوود خان به زبان پشتو سروده شد درحالی که پیش از حکومت داوود خان زبان پشتو در افغانستان رسمی نبود و تنها زبان رسمی افغانستان فارسی بود.
| ترانه پشتو | ترجمه فارسی |
| --- | --- |
| څو چی ده ځمکه او آسمان وی څو چی دا جهان ودان وی څو چی ژوندی په دی جهان وی څو چی پاتی یو افغان وی تل به دا افغانستان وی تل دی وی افغان ملت تل دی وی جمهوریت تل دی وی ملی وحدت تل دی وی افغان ملت جمهوریت ملی وحدت ملی وحدت | تا زمانی که زمین و آسمان باشد تا زمانی که این جهان پابرجا باشد تا زمانی که انسان‌ها در این جهان زنده باشند تا زمانی که حتی یک افغان باقی باشد افغانستان همیشه خواهد بود زنده باد ملت افغان زنده باد جمهوری زنده باد وحدت ملی زنده باد ملت افغان و جمهوری وحدت ملی، وحدت ملی |